# Rechtsgeschiedenis
De rechtsgeschiedenis – soms ook rechtshistorie genoemd – is een wetenschappelijke discipline ter bestudering van het recht in het verleden. Zowel juristen als historici beoefenen rechtsgeschiedenis. Men kan deze discipline tegelijk als historische component van het recht beschouwen en als juridische benadering van de geschiedenis. In de rechtsgeschiedenis kan de aandacht uitgaan naar de rechtsleer, rechtsvorming, wetgeving, rechtspraak, gerechtelijke instellingen en het juridisch onderwijs, met name aan de universiteiten. Tot op zekere hoogte is de rechtsgeschiedenis als juridische discipline verwant aan de rechtsvergelijking.

## Rechtsgeschiedenis door de eeuwen

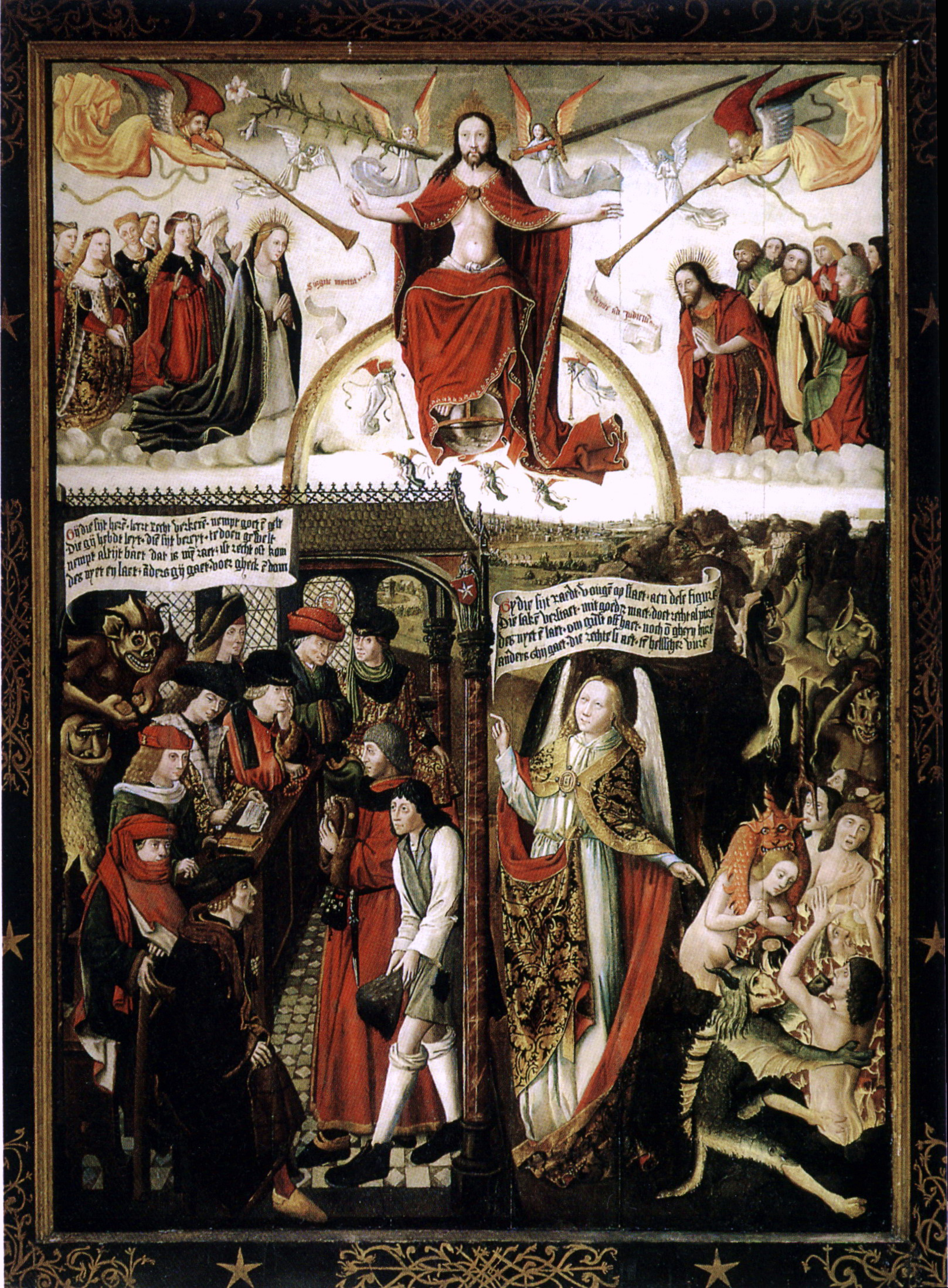
De Tweevoudige gerechtigheid (Jan van Brussel, ca. 1475), een werk dat rechtshistorisch interessante informatie bevat. Collectie Bonnefantenmuseum, Maastricht

Al in de Digesten, de grote zesde-eeuwse codificatie met een bloemlezing uit de werken van door Keizer Justinianus gekozen klassieke Romeinse juristen, is een hoofdstuk opgenomen over de geschiedenis van het Romeins recht. Het betreft hier het privaatrecht. Door de aandacht voor de geschiedenis van dit onderdeel van het recht zijn andere rechtsgebieden als het staatsrecht, het procesrecht en strafrecht lange tijd enigszins onderbelicht gebleven. Omdat kerk en religie lange tijd een grote rol speelden in de samenleving, is ook het kerkrecht van belang, met name het zogeheten canoniek recht, het rechtssysteem van de Rooms-Katholieke Kerk.
Een eerste benadering van de privaatrechtsgeschiedenis concentreert zich op de doctrine of rechtsleer. De vorming van juridische leerstukken tot een dogmatiek van het recht krijgt hierbij de meeste aandacht. Bij de bestudering van het Romeinse recht noemt men dit de "inwendige" rechtsgeschiedenis. De geschiedenis van instellingen en het verband hiervan met de politieke en sociale geschiedenis noemt men vaak de "externe" geschiedenis van het Romeinse recht. Als ordenend principe in handboeken is een dergelijke indeling waardevol.
Naast het recht dat zijn weerslag vindt in wetten, rechtsboeken, feodale overeenkomsten, stedelijke keuren, traktaten en statuten, bestaat er het gewoonterecht. In de Nederlanden zijn de zogeheten costumen of costumiere rechten bekend geweest. Wellicht typisch Nederlands is het recht van waterschappen en hoogheemraadschappen.
Onder de middeleeuwse juristen staat de Italiaan Odofredus de Denariis er om bekend dat hij in zijn commentaren aandacht besteedde aan zijn voorgangers. In de zestiende eeuw komen er juristen die aangestoken door de beweging van het humanisme, de terugkeer door de klassieke letterkunde naar het niveau van de Oudheid, ook de bronnen van het Romeinse recht tekstkritisch gaan onderzoeken. Men onderzocht bijvoorbeeld de tekstgeschiedenis van de Digesten en decretalen. In de verschillende Europese landen waren er telkens enkele geleerden die zich interesseerden voor rechtsgeschiedenis. Velen hielden zich bezig met het Romeinse recht, maar er was ook aandacht voor het recht van de Rooms-Katholieke kerk (canoniek recht), staatsrecht en strafrecht. Anderen bestudeerden de rechtssystemen van de eigen stad, streek of het eigen land. Vaak leidde dit tot belangwekkende bronnenuitgaven.

### Moderne rechtsgeschiedenis
Met moderne rechtsgeschiedenis wordt in Nederland het tijdvak van 1795 tot heden bedoeld met als beginpunt de Bataafse Revolutie die een einde maakte aan de Republiek der zeven Verenigde Nederlanden van het huis Habsburg. In de loop van de 15e en 16e eeuw was Romeins recht heersend geworden, daarvan verdween veel omdat men terug wilde grijpen op het recht van de voorouders, men richtte zich vooral op de Franken, koning Clovis en Karel de Grote. Daarna vond versnippering plaats door de langzaam sterker wordende macht van de landsheren en de steden. Maar niet al het Romeinse recht verdween en er werden nieuwe elementen toegevoegd. Het recht werd naar Frans voorbeeld in enkele wetboeken vastgelegd en bevatte regels van verschillende oorsprong, Romeins, canoniek, kooplieden –en zeevaardersrecht en gewoonterecht.
In 1798 ging de Staatsregeling voor het Bataafse Volk in kracht, de eerste bedoelde constitutie. Vanaf 1815 tot 1830 vormden Nederland en België het Koninkrijk der Nederlanden. Na inlijving van Nederland bij Frankrijk werd in 1811 het Franse recht ingevoerd, daaronder een uniform strafrechtstelsel, de Code Pénal en de Code d'Instruction Criminelle. Na het vertrek van de Fransen werd de Code Pénal door het Koninklijk Besluit van 11 december 1813 (Gesel- en wurgbesluit) van Willem I enigszins veranderd maar het bleef tot 1886 van kracht. In 1814 werd de Grondwet aangenomen. In 1838 ging het nationale  Burgerlijk Wetboek in kracht en in 1886 het ook nu nog gebruikte nationale Wetboek van Strafrecht.

## Verwetenschappelijking van rechtshistorisch onderzoek
In de negentiende eeuw nam de geschiedbeoefening een hoge vlucht. In Duitsland waren het vaak juristen die zich voor geschiedenis interesseerden. Friedrich Carl von Savigny, de belangrijkste Duitse jurist van zijn tijd, schreef in 1803 een baanbrekende studie over de ontwikkeling van de dogmatiek van eigendom en bezit, Das Recht des Besitzes. Dit boek werd het model bij uitstek voor een monografie over een juridisch leerstuk. Tussen 1815 en 1831 verscheen zijn Geschichte des römischen Rechts im Mittelalter, waarin hij op basis van onderzoek in archiefstukken en handschriften de beoefening van het Romeinse recht in de Middeleeuwen onderzocht. Geïnspireerd door Savigny en de resultaten van de Duitse geschiedbeoefening in het algemeen begonnen onderzoekers in andere Europese landen ook de geschiedenis van het recht in hun eigen land diepgaand te onderzoeken.
In de 20e eeuw kregen naast het privaatrecht ook het straf- en staatsrecht steeds meer aandacht. Speciaal het gevangeniswezen kreeg veel aandacht. Behalve de bronnen voor het staatsrecht als wetten en verdragen kwam de achterliggende politieke theorie uitgebreid in beeld. De geschiedenis van het volkenrecht kreeg eveneens aandacht. Er kwam meer zicht op de verbindende rol van het procesrecht. Naast aandacht voor wetten, rechtsboeken en statuten ging men de geschiedenis van de rechtspraak onderzoeken. Hierbij gebruikte men vonnissen en juridische adviezen voor nieuw onderzoek. Men schreef bovendien studies over gerechtelijk instellingen, zoals rechtbanken en gerechtshoven, bijvoorbeeld over de Grote Raad van Mechelen. Lange tijd beperkte men zich tot perioden als de Oudheid en Middeleeuwen, maar steeds meer krijgen ook recente periodes aandacht, met name de Tweede Wereldoorlog.
De groei van de rechtsvergelijking leidde tot meer aandacht voor codificatie, het proces van schriftelijke vastlegging van bestaand of nieuw ontworpen recht. Codificatie had vaak ook de unificatie van een land als doel. Het is dan interessant te zien hoe men uit bestaande rechtssystemen heeft geput, of men een bepaald recht als uitgangspunt neemt, of dat men feitelijk nieuw recht schept. Ook onderzocht men de invloed van rechtssystemen op andere landen: soms hebben landen namelijk grote delen van het recht uit een ander land overgenomen. Het oude Nederlandse Burgerlijk Wetboek was sterk gebaseerd op de Franse Code Civil, en het Japanse privaatrecht is vrijwel rechtstreeks overgenomen uit het Duitse Bürgerliches Gesetzbuch. Het huidige Burgerlijk Wetboek vertoont meer verwantschap met het Romeinse recht. Tevens bestudeerde men niet alleen Europa, maar ook de koloniale geschiedenis. Niet onbelangrijk is ook de bestudering van afbeeldingen en voorwerpen. Er ontstonden subdisciplines als rechtsiconografie en rechtsantropologie. Vooral waar geschreven bronnen ontbreken of waar sprake is van tijden en streken zonder staatsgezag, brengen dergelijke disciplines methodes en bronnen die tot beter zicht op recht en maatschappij kunnen leiden. Steeds duidelijker blijkt dat wetgeving, rechtspraak en de rechtswetenschap niet los van elkaar staan, en al evenmin in een maatschappelijk vacuüm bestaan. Een combinatie van dogmatische rechtsgeschiedenis, sociaaleconomische geschiedenis en institutionele geschiedenis zou ideaal zijn, maar valt slechts in een multidisciplinair verband te realiseren.

## Nederlandse en Belgische rechtsgeschiedenis
De Nederlandse en Belgische rechtsgeschiedenis kunnen niet los van elkaar gezien worden. Waar er duidelijk verschillende ontwikkelingen zijn, is vergelijking tussen beide landen vaak zeer verhelderend. Bij de bestudering van de geschiedenis van het recht spreekt men van het oudvaderlands recht. Tot de rechtsgeschiedenis van Nederland en België behoort ook hun koloniale verleden in landen zoals Indonesië, Suriname, de Nederlandse Antillen, Sri Lanka, Zuid-Afrika en Congo. De Stichting tot Uitgaaf der Bronnen van het Oud-Vaderlandse Recht heeft sinds de oprichting in 1879 veel gedaan voor de bestudering van de Nederlandse rechtsgeschiedenis door de publicatie van bronnen, de uitgave van een eigen tijdschrift en de instellingen van een bijzondere leerstoel aan de Universiteit van Amsterdam.